# تیم ملی فوتبال زیر ۲۳ سال ایتالیا
تیم ملی فوتبال زیر ۲۳ سال ایتالیا (ایتالیایی: Nazionale Under-23 di calcio dell'Italia) یا تیم ملی فوتبال المپیک ایتالیا نمایندهٔ فوتبال کشور ایتالیا در بازی‌های فوتبال زیر ۲۳ سال و المپیک تابستانی بود که تحت مدیریت فدراسیون فوتبال ایتالیا، پس از انحلال مسابقات قهرمانی زیر ۲۳ سال اروپا در سال ۱۹۷۷، منحل شد.